# دکالین
دکالین (به انگلیسی: Decalin) یک ترکیب شیمیایی است که جرم مولی آن ۱۳۸٫۲۵ g/mol می‌باشد. شکل ظاهری این ترکیب، مایع بی‌رنگ است.

## نگارخانه

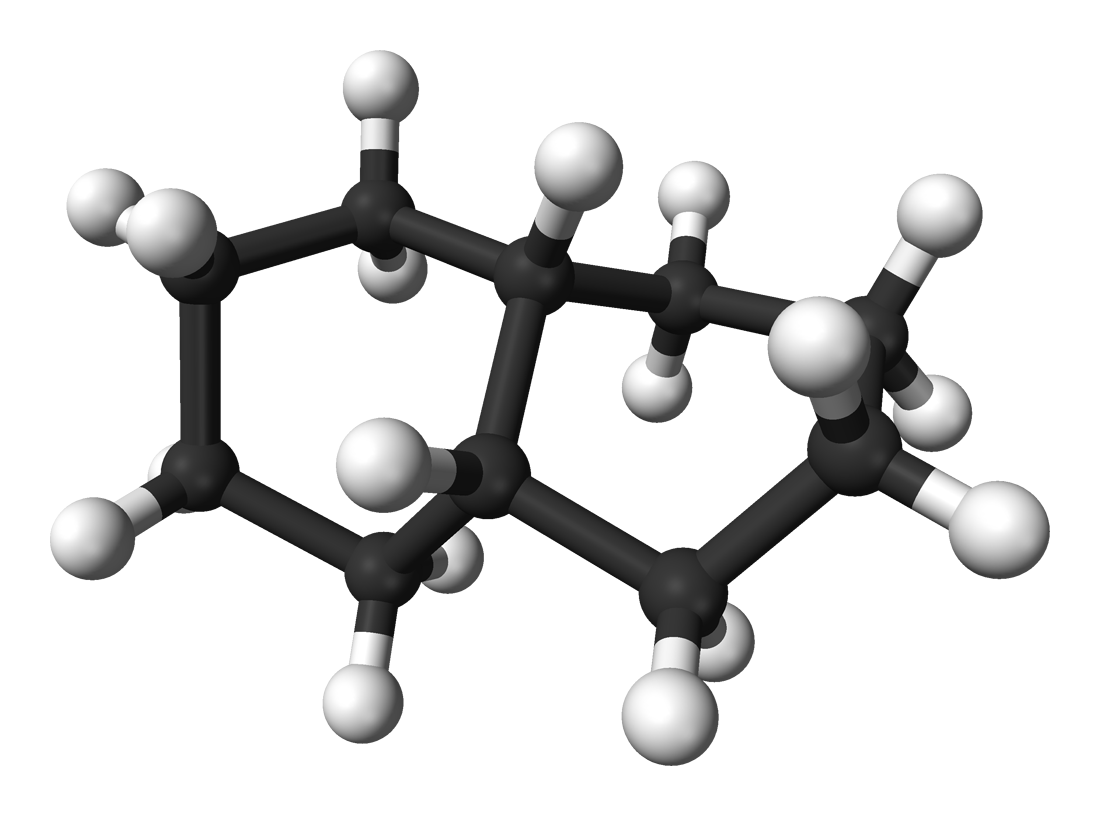
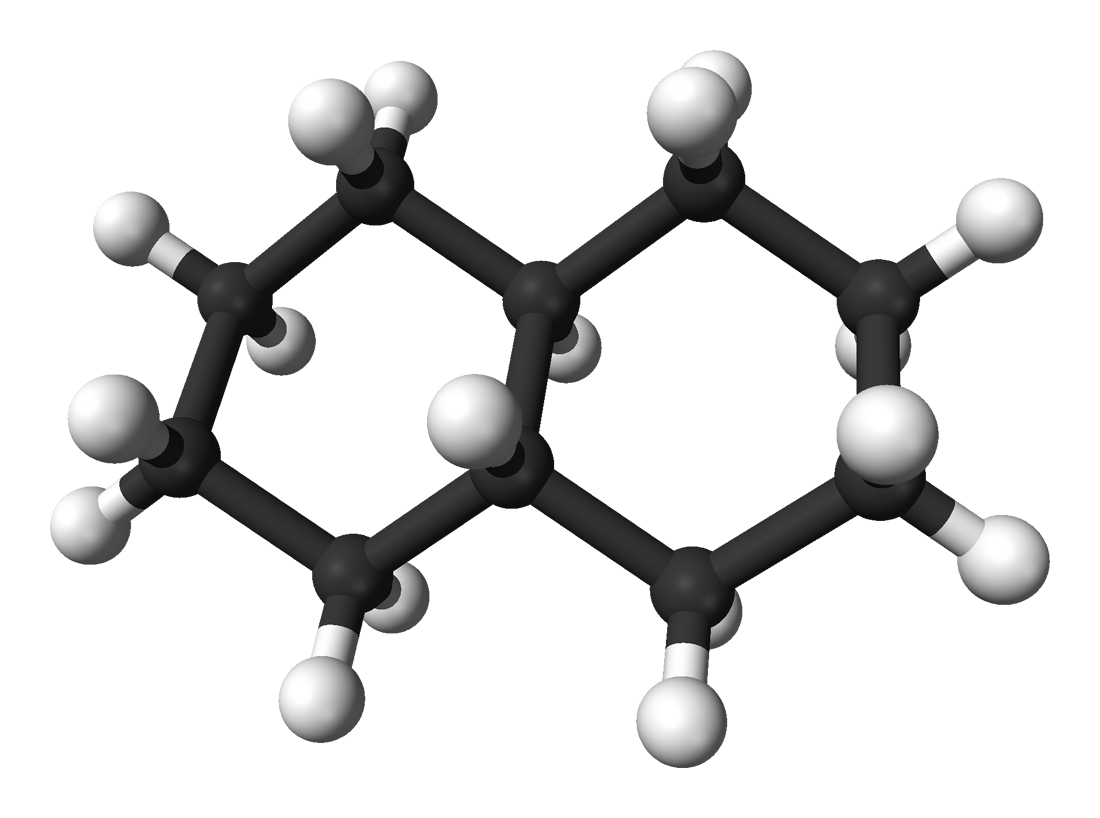